# Ахорлу, Стивен
Сти́вен Ахо́рлу (англ. Stephen Ahorlu; 5 сентября 1988, Кпанду, область Вольта, Гана) — ганский футболист, вратарь клуба «Харт оф Лайонз».

## Карьера

### Клубная
Заниматься футболом начал в 1997 году в школе клуба «Харт оф Лайонз», в котором затем начал и профессиональную карьеру в 2007 году. В сезоне 2007/08 стал, вместе с командой, вице-чемпионом Ганы, а в следующем сезоне 3-м призёром чемпионата и обладателем Кубка Ганы. В сезоне 2009/10 команда Стивена заняла только 4-е место.

### В сборной
В 2009 году сыграл 4 матча в составе сборной Ганы до 23 лет.
В 2010 году Ахорлу был включён в заявку команды на финальный турнир чемпионата мира в ЮАР, где, однако, не сыграл ни разу.

## Достижения
«Харт оф Лайонз»
- Вице-чемпион Ганы: (1) 2007/08
- Бронзовый призёр чемпионата Ганы: (1) 2008/09
- Обладатель Кубка Ганы: (1) 2008/09